# Зграда уметничке галерије „Надежда Петровић”
Зграда уметничке галерије „Надежда Петровић”, коју данас користи галерија за своје потребе, подигнута је 1911. године. Представља непокретно културно добро као споменик културе.
Зграда је подигнута на иницијативу Женске подружнице, хуманитарног удружења у којем су биле супруге богатих Чачана на високим положајима, за потебе Женске стручне школе. После Другог светског рата зграду је користила ОШ „Вук Караџић”, до пресељења у нову зграду 1965. године. После адаптације у њу се уселила галерија.